# Catedral de Bissau
La Catedral de Bissau o bé la Sé Catedral de Nossa Senhora da Candelária és una catedral catòlica a Bissau, la capital del país africà de Guinea Bissau. És el centre del catolicisme a Guinea Bissau. La catedral es troba sota el bisbat de Bissau, que va ser creada en 1977. Es localitza al centre de la ciutat de Bissau, i es destaca per la seva funció com un far. Els serveis es duen a terme en portuguès.

## Història
L'església original va ser construïda en l'estil arquitectònic medieval en 1935. Construït en el mateix lloc, la catedral actual va substituir l'església original. Els arquitectes de l'actual catedral van ser João Simõés i Galhardo Zilhao. La construcció va començar en 1945 i es va acabar en 1950. Més tard la renovació s'atribueix a l'arquitecte Lucinio Cruz. La catedral ha estat seu de nombroses cerimònies d'inauguració. Va ser visitada el 27 de gener de 1990 pel Papa Joan Pau II. El 9 d'agost de 1998, el bisbe Settimio Ferrazzetta va donar un discurs important en la catedral, en la qual denunciava la violència al país; va ser enterrat en la catedral després de la seva mort, l'any següent.

## Arquitectura i equipament
L'edifici, situat una mica lluny de l'avinguda, és de forma quadrada. El seu estil arquitectònic es caracteritza per ser "neoromànic modernitzat." La catedral és coneguda per la seva funció com a far, amb la llum instal·lada en la seva torre nord de 36 metres d'alt. Té una llum verda constant (fl. 2s, ec. 7s) i està en funcionament. La llum guia els a través de l'estuari del riu Gueba fins al port de Bissau. Del manteniment s'encarrega la Capitania dos Portos, Serviços de Marinha.